# Ralf Nordgren
Ralf Runar Nordgren, född 2 augusti 1936 i Vasa, död 6 april 2014 i Helsingfors, var en finländsk författare. Han var son till Aili Nordgren och bror till Pehr Henrik Nordgren. 
Nordgren blev filosofie kandidat 1965 och var lektor i svenska vid Helsingfors universitet 1966–1989. Han inledde sitt författarskap som samhällskritisk lyriker i Folk klättrar omkring (1964). Ironisk skärpa utmärker också samlingar som Vägen till himlen stängd (1970), Idyll och program (1972) och Åttonde dag (1974), medan han i senare diktböcker anslår en mjukare och mera ömsint ton. Det gäller framför allt naturbilderna i Stensamling (1979), fadersporträttet i Jag kan inte säga för mycket (1983) och En rörelse i landskapet (1998), en kärleksförklaring i lyrisk form. 
Främst blev Nordgren ändå en av sin generations ledande finlandssvenska prosaister, emellanåt med en dragning till en personligt gestaltad magisk realism. Samhällsproblematiken är ständigt närvarande i texterna, där uppbrottet från en kommunistisk uppväxt blir ett återkommande tema. Universitetsmiljön är utgångspunkten för de sextiotalistiska tidsbilderna i romanerna Med (1968) och Fjärilsörat (1971), där berättarens alter ego Jean Breng bland annat är med om de berömda "barnbjudningarna" hos president Urho Kekkonen. Den strikt komponerade romanen Det har aldrig hänt (1977) förenar på ett lysande sätt dokumentärt och fiktivt material med utgångspunkt från en avrättning av två rödgardister på Åland under finska inbördeskriget. Ett mindre lyckat försök att experimentera med prosaformen görs i Stjäl dig ett liv (1980). 
Nordgren uppvisade starka åländska rötter, och en småstadsmiljö som har likheter med hans barndomsstad Mariehamn är en central arena för den stort upplagda krigsromanen Pianobärarna (1987), där språkglädjen firar triumfer. Svårigheten att förena individuellt och kollektivt ansvar skildras i Han vaktade en å (1994), delvis skriven på finska (Joenvartijan rakkaus, 1994). Han sammanställde även en biografi över sin morbror, diktaren och träsnidaren Runar Salminen (2003). Han tilldelades Tollanderska priset 1969 och Längmanska kulturfondens Finlandspris till finlandssvenska författare 1971.
Nordgren engagerade sig politiskt inom Vänsterförbundet och bevakade svenska frågor ur arbetarrörelsens perspektiv i Svenska Finlands folkting.